# Prasonica nigrotaeniata
Prasonica nigrotaeniata là một loài nhện trong họ Araneidae.
Loài này thuộc chi Prasonica. Prasonica nigrotaeniata được Eugène Simon miêu tả năm 1909.